# Ким Дук Ку
Ким Дук Ку (кор. 김득구; 8 января 1959, Косон — 18 ноября 1982, Лас-Вегас) — корейский боксёр лёгкой весовой категории, выступавший на профессиональном уровне в конце 1970-х — начале 1980-х годов. Чемпион Южной Кореи, чемпион Азиатско-тихоокеанской боксёрской федерации. Умер в результате травмы, полученной в матче за титул чемпиона мира с американцем Рэем Манчини. Этот случай произвёл большой резонанс в спортивной общественности и привёл к изменению ряда правил ведущих боксёрских организаций, в частности, продолжительность чемпионских боёв была сокращена с 15 раундов до 12.

## Биография
Дук Ку родился 8 января 1959 года в уезде Косон, провинция Канвондо, в бедной крестьянской семье — был пятым ребёнком у своих родителей. Изначально носил фамилию Ли, но, когда ему было два года, отец умер, и мать потом ещё несколько раз выходила замуж, поэтому мальчик в итоге получил фамилию одного из отчимов — Ким. В детстве часто подвергался издевательствам со стороны сверстников, постоянно дрался с другими детьми и в своей деревне прослыл хулиганом. Пытаясь сбежать от нищеты, подростком уехал в Сеул, где брался за любую работу, сменил множество разных профессий: был чистильщиком обуви, подсобным рабочим на металлургической фабрике, бродячим торговцем книгами, туристическим гидом. В 1976 году пришёл в боксёрский зал и стал активно заниматься боксом, за два года на любительском уровне одержал 29 побед, потерпел 4 поражения, после чего решил перейти в профессионалы.

### Начало карьеры
В декабре 1978 года Ким провёл свой первый профессиональный бой, в четырёхраундовом поединке по очкам переиграл соотечественника Пак Мён Су. Тем не менее, первое время его карьера складывалась не очень удачно, уже в третьем бою его побил дебютант Ли Джон Силь, а в седьмом, когда против него вышел такой же новичок Чхан Пхё, судьи зафиксировали ничью. Несмотря на неудачи, Ким продолжал выходить на ринг, успешно съездил на Филиппины, победив местного бойца, а в декабре 1980 года в бою с Ли Пхиль Гу завоевал титул чемпиона Южной Кореи в лёгком весе.
Постепенно его мастерство росло, победы становились всё более убедительными, некоторые соперники оказывались в нокаутах уже в начальных раундах. В феврале 1982 года, взяв верх над неуступчивым японцем Кацухиро Окубо, Ким добился права побороться за пояс чемпиона Азиатско-тихоокеанской боксёрской федерации (АТБФ) — действующий чемпион Ким Гван Мин отстоял на ногах все двенадцать раундов, но судьи всё-таки отдали победу претенденту. Это достижение очень много значило для Кима, он триумфально вернулся в свою родную деревню, выступил перед односельчанами с торжественной речью и впервые за долгое время навестил престарелую мать. В течение года трижды защитил свой титул, а в ноябре ему неожиданно выпал шанс выйти на ринг против американца Рэя Манчини, чемпиона мира в лёгком весе по версии Всемирной боксёрской ассоциации (ВБА).

### Бой против Рэя Манчини
Матч состоялся 13 ноября 1982 года на открытой площадке развлекательного комплекса Сизарс-пэлас в Лас-Вегасе, транслировался в прямом эфире телеканалом CBS. Ким, проведший большинство своих боёв на родине, впервые приехал так далеко за границу, и это был первый его бой из пятнадцати раундов, тогда как Манчини являлся более опытным в этом плане боксёром, уже в четвёртый раз участвовал в таком пятнадцатираундовом марафоне, причём ранее один из его поединков продлился до четырнадцатого раунда. Американская пресса в основном скептически относилась к корейскому претенденту, хотя действующий чемпион готовился к своему сопернику со всей серьёзностью, отметив в одном из интервью, что «на ринге будет война». Сам Ким рассматривал этот поединок как важнейший в карьере, настраивался на него как на последний бой в своей жизни, в частности, в гостиничном номере на абажуре лампы он оставил надпись на корейском «жить или умереть» (в прессе поначалу распространился неправильный перевод «убить или быть убитым»).
Вопреки ожиданиям специалистов Ким начал бой довольно удачно, ничем не уступал оппоненту, нанёс несколько крепких ударов в голову, после которых у Манчини образовались серьёзные гематомы на лице, и левый глаз практически полностью закрылся. Тем не менее, ближе к середине матча чемпион начал склонять ход поединка в свою пользу, нанося всё больше точных ударов — в одиннадцатом раунде после серии результативных попаданий Ким упал на колени, но быстро поднялся и продолжил боксировать. В тринадцатом раунде Манчини обрушил на Кима 39 безответных панчей, но это не возымело никакого эффекта — кореец оставался на ногах и неуклонно шёл в «рубку». Присутствовавший на матче в качестве комментатора Шугар Рэй Леонард отметил, что Ким превосходно держит удары и за счёт невероятной выносливости всё ещё может претендовать на титул.
В начале четырнадцатого раунда Манчини нанёс мощный удар правой, Ким отшатнулся назад, и последовавший добивающий удар левой прошёл мимо цели. Американец буквально сразу же провёл ещё один правый по ошарашенному противнику, и претендент рухнул на пол, ударившись затылком о настил ринга. Несмотря на тяжелейшее потрясение, Ким всё-таки сумел подняться на ноги, но рефери Ричард Грин принял решение остановить бой, зафиксировав нокаут. Спустя несколько минут кореец впал в кому и покинул арену на носилках в бессознательном состоянии. В больнице ему диагностировали субдуральную гематому объёмом около 100 мл. Проведённая операция не помогла и через четыре дня после госпитализации Ким, не приходя в сознание, скончался. Выполнивший операцию нейрохирург сообщил, что причиной такого серьёзного повреждения послужил один-единственный прямой удар в голову. Тело Ким Дук Ку было возвращено в Корею и похоронено в соответствии с христианской традицией в его родной деревне в Косане.

### После боя
Происшествие с корейским боксёром произвело большой резонанс в спортивной общественности, в частности, американский журнал Sports Illustrated вышел с фотографией боя на обложке и центральным заголовком «Трагедия на ринге». Мать Кима не смогла смириться с потерей сына и спустя три месяца покончила с собой, выпив бутылку пестицида. Рефери на ринге Ричард Грин считал себя виновным в смерти 23-летнего корейца, поскольку вовремя не остановил бой, и в июле 1983 года тоже покончил жизнь самоубийством. Защитивший титул Рэй Манчини впал в состояние апатии, но друзья убедили его в том, что произошедшее — не его вина, а несчастный случай. Американец продолжил карьеру, в его биографии было ещё много значимых побед, хотя промоутер Боб Арум отмечал, что его подопечный после этого инцидента заметно изменился и уже никогда не был прежним.
В Корее Кима ждала беременная невеста Ли Ён Ми, и в июле 1983 года у погибшего боксёра родился сын Ким Чи Ван, который впоследствии стал довольно успешным дантистом. В 2011 году они встретились с Манчини во время съёмок документального фильма об американском чемпионе.
Гибель Кима Дук Ку заставила спортивных функционеров задуматься о безопасности бойцов во время поединков. Атлетическая комиссия штата Невада сразу же после инцидента дала указание судьям внимательно следить за здоровьем боксёров во время поединков и останавливать матчи при малейших подозрениях. В результате следующий прошедший в Сизарс-пэлас бой между Майклом Уивером и Майклом Доуксом был остановлен рефери уже на второй минуте первого раунда. В 1982 году на ежегодном собрании Всемирного боксёрского совета (ВБС) было решено отказаться от пятнадцатираундовых боёв, титульные поединки отныне проводятся в формате двенадцати раундов. В 1987 году эту инициативу поддержали две другие ведущие боксёрские организации ВБА и ВБФ, а образованная в 1988 году ВБО с самого начала утвердила в своём регламенте двенадцатираундовые чемпионские бои. Большое внимание стало уделяться предварительному осмотру боксёров перед выходом на ринг, если раньше врачам достаточно было проверить артериальное давление и возможность сердечного приступа, то теперь проводятся тщательнейшие обследования: делаются электрокардиограммы, тесты мозга и лёгких.
Примечательно, что в 2007 году при схожих обстоятельствах погиб ещё один кореец Чхве Ё Сам.

### В массовой культуре
- В 2002 году в Южной Корее был снят биографический фильм о Киме под названием «Чемпион», главную роль исполнил актёр Ю О Сын.
- Американская рок-группа Sun Kil Moon посвятила Киму песню в своём альбоме 2003 года Ghosts of the Great Highway.
- У американского рок-музыканта Уоррена Зивона есть песня «Boom Boom Mancini», в которой упоминается поединок Рэя Манчини и Кима Дук Ку.

## Статистика профессиональных боёв
В таблице перечислены результаты всех поединков боксёров.
В каждой строке указан результат поединка. Дополнительно номер поединка обозначен цветом, который обозначает итог поединка. Расшифровка обозначений и цветов представлена в нижеследующей таблице.
| Пример | Расшифровка                     |
| ------ | ------------------------------- |
|        | Победа                          |
|        | Ничья                           |
|        | Поражение                       |
|        | Планируемый поединок            |
|        | Поединок признан несостоявшимся |
| КО     | Нокаут                          |
| ТКО    | Технический нокаут              |
| PTS    | Решение судей (по очкам)        |
| UD     | Единогласное решение судей      |
| MD     | Решение большинства судей       |
| SD     | Раздельное решение судей        |
| RTD    | Отказ от продолжения боя        |
| DQ     | Дисквалификация                 |
| NC     | Поединок признан несостоявшимся |

| Бой | Дата            | Соперник                    | Место проведения                        | Раундов    | Примечание                        |
| --- | --------------- | --------------------------- | --------------------------------------- | ---------- | --------------------------------- |
| 20  | 13 ноября 1982  | Рэй Манчини (24-1-0)        | Сизарс-пэлас, Лас-Вегас, США            | KO14 (15)  | Бой за титул чемпиона мира ВБА    |
| 19  | 18 июля 1982    | Тадао Исидо (9-5-0)         | Munhwa Gymnasium, Сеул, Южная Корея     | TKO4 (12)  | Третья защита титула АТБФ         |
| 18  | 21 июня 1982    | Ник Капутоль (12-7-1)       | Munhwa Gymnasium, Сеул, Южная Корея     | UD10 (10)  |                                   |
| 17  | 30 мая 1982     | Флэш Вилламер (7-2-0)       | Сеул, Южная Корея                       | UD12 (12)  | Вторая защита титула АТБФ         |
| 16  | 4 апреля 1982   | Сурадей Кионгфайорн (1-0-0) | Сеул, Южная Корея                       | KO1 (12)   | Первая защита титула АТБФ         |
| 15  | 28 февраля 1982 | Ким Гван Мин (21-3-1)       | Чхунджу, Южная Корея                    | UD12 (12)  | Бой за титул чемпиона АТБФ        |
| 14  | 12 декабря 1981 | Кацухиро Окубо (9-7-0)      | Сеул, Южная Корея                       | TKO3       |                                   |
| 13  | 9 сентября 1981 | Флэш Ромео (4-2-0)          | Changchung Gymnasium, Сеул, Южная Корея | KO4        |                                   |
| 12  | 16 августа 1981 | Юн Эскалера (4-2-0)         | Munhwa Gymnasium, Сеул, Южная Корея     | PTS10 (12) |                                   |
| 11  | 22 апреля 1981  | Лим Хон Гю (7-0-0)          | Changchung Gymnasium, Сеул, Южная Корея | TKO4 (10)  |                                   |
| 10  | 6 декабря 1980  | Ли Пхиль Гу (6-1-0)         | Сеул, Южная Корея                       | PTS10 (10) | Бой за титул чемпиона Южной Кореи |
| 9   | 16 июля 1980    | Тони Флорес (4-2-1)         | Eduardo’s Nightclub, Паранак, Филиппины | TKO8 (10)  |                                   |
| 8   | 21 июня 1980    | Чхве Хан Ги                 | Munhwa Gymnasium, Сеул, Южная Корея     | KO8        |                                   |
| 7   | 26 февраля 1980 | Ким Чхан Пхё (1-0-0)        | Пусан, Южная Корея                      | PTS8 (8)   |                                   |
| 6   | 6 октября 1979  | Ким Ён Дэ                   | Сеул, Южная Корея                       | PTS6 (6)   |                                   |
| 5   | 1 сентября 1979 | Чхан Сок Су                 | Сеул, Южная Корея                       | PTS4 (4)   |                                   |
| 4   | 25 марта 1979   | Пак Мён Су (0-1-0)          | Ульсан, Южная Корея                     | KO1 (4)    |                                   |
| 3   | 9 декабря 1978  | Ли Джон Силь                | Сеул, Южная Корея                       | PTS4 (4)   |                                   |
| 2   | 8 декабря 1978  | Сон Ён Ун                   | Сеул, Южная Корея                       | PTS4 (4)   |                                   |
| 1   | 7 декабря 1978  | Пак Мён Су                  | Сеул, Южная Корея                       | PTS4 (4)   | Профессиональный дебют Кима       |